# Кожловаць
Кожловаць (хорв. Kožlovac) — населений пункт у Хорватії, у Задарській жупанії у складі міста Бенковаць.

## Населення
Населення за даними перепису 2011 року становило 20 осіб.
Динаміка чисельності населення поселення:

## Клімат
Середня річна температура становить 13,65 °C, середня максимальна – 28,15 °C, а середня мінімальна – -0,15 °C. Середня річна кількість опадів – 893 мм.
| Клімат поселення                              | Клімат поселення | Клімат поселення | Клімат поселення | Клімат поселення | Клімат поселення | Клімат поселення | Клімат поселення | Клімат поселення | Клімат поселення | Клімат поселення | Клімат поселення | Клімат поселення | Клімат поселення |
| Показник                                      | Січ.             | Лют.             | Бер.             | Квіт.            | Трав.            | Черв.            | Лип.             | Серп.            | Вер.             | Жовт.            | Лист.            | Груд.            |                  |
| Середній максимум, °C                         | 10,01            | 10,63            | 13,38            | 16,70            | 21,74            | 25,66            | 28,15            | 27,87            | 23,55            | 19,08            | 13,50            | 10,70            |                  |
| Середня температура, °C                       | 4,93             | 5,56             | 8,30             | 11,64            | 16,67            | 20,60            | 23,70            | 23,42            | 19,10            | 14,63            | 9,05             | 6,25             |                  |
| Середній мінімум, °C                          | −0,15            | 0,48             | 3,22             | 6,55             | 11,60            | 15,52            | 19,24            | 18,95            | 14,64            | 10,17            | 4,59             | 1,78             |                  |
| Норма опадів, мм                              | 74               | 67               | 72               | 78               | 66               | 61               | 36               | 52               | 90               | 98               | 108              | 91               |                  |
| Середньомісячна швидкість вітру, м/с          | 2.47             | 2.62             | 2.80             | 2.71             | 2.40             | 2.18             | 2.19             | 2.06             | 2.22             | 2.33             | 2.76             | 2.73             |                  |
| Середньомісячна сонячна радіація, кДж/м²·день | 5158             | 7883             | 11453            | 16126            | 20122            | 22452            | 24211            | 21106            | 15730            | 10017            | 5542             | 4391             |                  |
| --------------------------------------------- | ---------------- | ---------------- | ---------------- | ---------------- | ---------------- | ---------------- | ---------------- | ---------------- | ---------------- | ---------------- | ---------------- | ---------------- | ---------------- |
| Джерело:                                      |                  |                  |                  |                  |                  |                  |                  |                  |                  |                  |                  |                  |                  |